# Royal FC de Muramvya
Royal Football Club de Muramvya is een Burundese voetbalclub uit de hoofdstad Bujumbura. Ze spelen in de Premier League, de hoogste voetbaldivisie van Burundi.
Ze spelen hun thuiswedstrijden in het Stade du Prince Louis Rwagasore, dat plaats biedt aan 22.000 toeschouwers.